# 浦瀬駅
浦瀬駅（うらせえき）は、かつて新潟県長岡市浦瀬町に存在した、越後交通栃尾線の駅である。1975年（昭和50年）4月1日、栃尾線の全線廃止により廃駅となった。

## 駅構造
地上駅で、有人駅であった。参考文献の写真では相対式ホーム2面2線の構造が確認できるが、片側のホームがすべて写っていないため詳細は不明。

## 歴史
- 1915年（大正4年）2月14日 - 栃尾鉄道による浦瀬 - 栃尾間開業に伴い開業。
- 1956年（昭和31年）11月20日 - 社名変更に伴い栃尾電鉄の駅となる。
- 1960年（昭和35年）10月1日 - 長岡鉄道、中越自動車との3社合併により越後交通の駅となる。
- 1975年（昭和50年）4月1日 - 栃尾線の全線（長岡 - 上見附間）廃止により廃駅となる。

## 駅跡

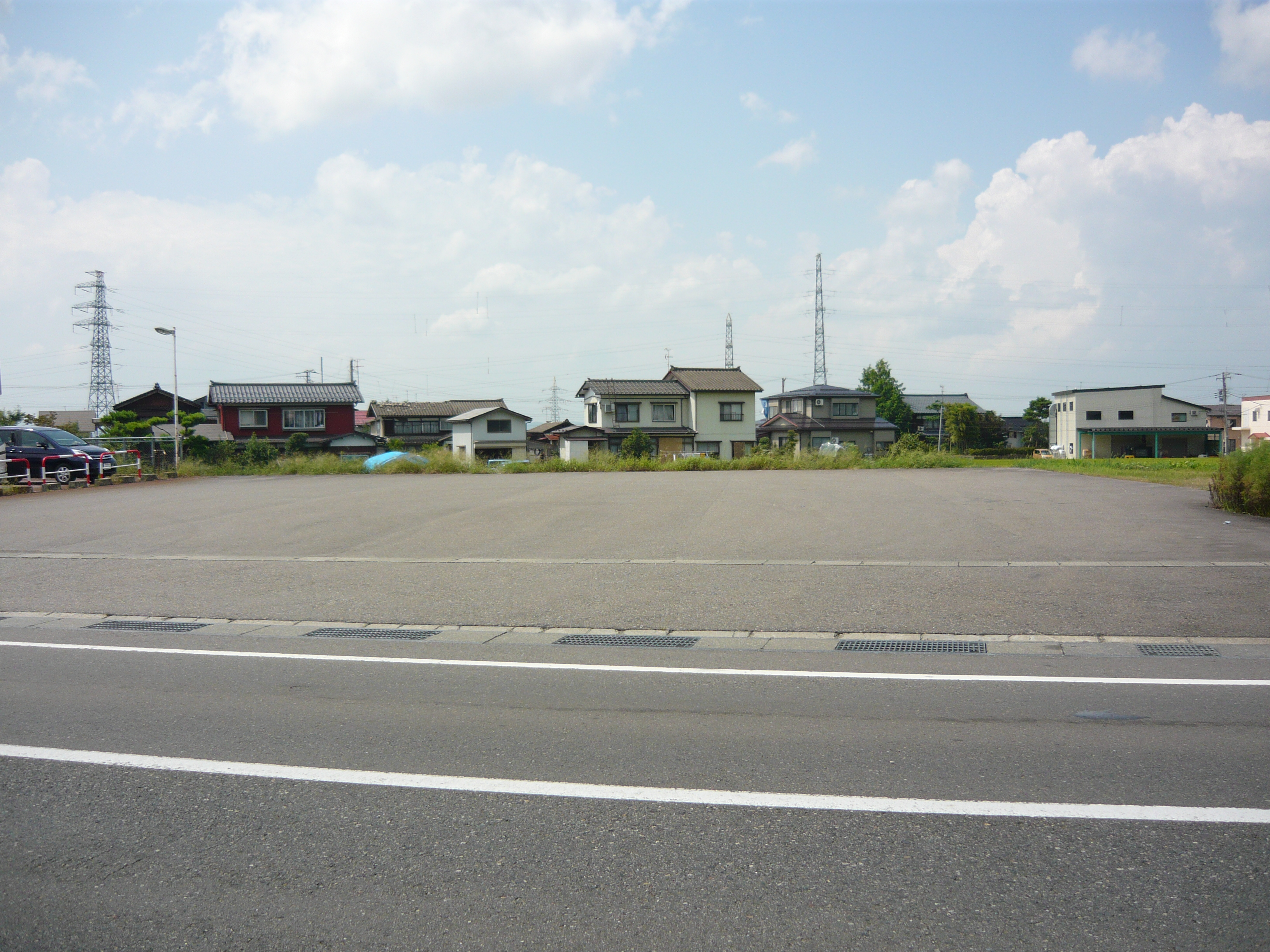
浦瀬バス停に併設された操車場。かつてはここに駅舎が建っており、平成初年までバス待合所として利用された。(2008年8月19日)

駅舎は廃止後も長らく越後交通のバス待合所として利用されてきたが、のちに解体され、現在跡地には同社のバス操車場およびセブン-イレブン長岡浦瀬町店が存在する。なお、長岡駅東口から浦瀬までしか行かないバス（浦瀬行きのバス）はこのバス停で終点となり、ここで長岡駅東口行きとして折り返す。
隣接する農協倉庫は現役当初から使用されているものである。（当駅や耳取駅では米の貨物発送も行われた）

## 駅周辺
2011年現在の周辺施設等は以下のとおり。
- 新潟県道8号長岡見附三条線
- 新潟県道283号西片貝浦瀬線
- 浦瀬町駐在所
- 浦瀬町公民館
- 長岡市立浦瀬小学校
- 長岡市立山本保育園

## 隣の駅
越後交通
栃尾線（廃止）
宮下駅 - 浦瀬駅 - 加津保駅